# Bactrocera gracilis
Bactrocera gracilis är en tvåvingeart som först beskrevs av Drew 1972.  Bactrocera gracilis ingår i släktet Bactrocera och familjen borrflugor.
Artens utbredningsområde är Vanuatu. Inga underarter finns listade.